# Sukoharjo IV
Sukoharjo IV is een bestuurslaag in het regentschap Pringsewu van de provincie Lampung, Indonesië. Sukoharjo IV telt 1427 inwoners (volkstelling 2010).